# Landoffizier
Als Landoffizier (auch Landesoffizierer etc.) bezeichnete man einen spätmittelalterlichen oder frühneuzeitlichen landständischen Landesbeamten. Als Rangbezeichnung wird mit dem Begriff auch das Gegenstück zu einem Seeoffizier, daher ein Offizier des Heeres bezeichnet.
In der Frühen Neuzeit handelte es sich als Sammelbegriff primär um einen "Offizier bei einem Landheer". Das militärische Amt entspricht mehr einem Inspekteur als einem Offizier der Armee mit dienstgebenden und anderen Aufgaben zur Ordnung und Inspektion des Heeres. An der Rekrutierung von Milizen ab dem 17. Jahrhundert waren sie neben anderen militärischen Funktionsträgern vorrangig beteiligt.
Das im späten Rechtswesen des Mittelalters herausgebildete, juristische Amt des Landoffiziers entsprach einem Beisitzer, welcher einem Land- oder höherem Gericht nach Berufung durch einen Landrichter oder von höherer Stelle beisaß. Die Amtsstelle eines Landoffiziers bezeichnete man als Landoffiziersamt. Vor allem im Königreich Böhmen und in Schlesien bildete es sich als juristisches Amt nach königlichem Landrecht heraus. In Böhmen waren sie den königlichen Statthaltern (spätestens ab 1714) de facto gleichgestellt.